# (1697) Koskenniemi
(1697) Koskenniemi est un astéroïde de la ceinture principale.

## Description
(1697) Koskenniemi est un astéroïde de la ceinture principale. Il fut découvert le 8 septembre 1940 à Turku par Heikki A. Alikoski. Il présente une orbite caractérisée par un demi-grand axe de 2,37 UA, une excentricité de 0,12 et une inclinaison de 5,7° par rapport à l'écliptique.

## Nom
L'astéroïde a été nommé en mémoire de Veikko Antero Koskenniemi (1885-1962), célèbre poète finlandais, membre de l'Académie finlandaise des sciences, et professeur de littérature comparée à l'Université de Turku. Dans divers poèmes, il a écrit sur les étoiles, et il était un membre fondateur de la société Torun Ursa pour les astronomes amateurs.

## Compléments